# أشنة بوت التسمانية
أشنة بوت التسمانية (الاسم العلمي:Pottia tasmanica) هي نوع من النباتات تتبع جنس أشنة بوت من فصيلة أشنات بوت.